# Chissay-en-Touraine
Chissay-en-Touraine – miejscowość i gmina we Francji, w Regionie Centralnym, w departamencie Loir-et-Cher.
Według danych na rok 1990 gminę zamieszkiwało 871 osób, a gęstość zaludnienia wynosiła 48 osób/km² (wśród 1842 gmin Regionu Centralnego Chissay-en-Touraine plasuje się na 455. miejscu pod względem liczby ludności, natomiast pod względem powierzchni na miejscu 738.).